# Bartolomé Castagnola

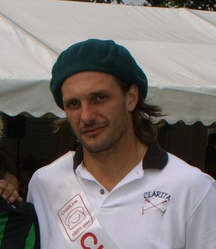
B. Castagnola (2003)

Bartolomé „Lolo“ Castagnola (* 16. Juni 1970 in Lomas de Zamora, Provinz Buenos Aires) ist ein argentinischer Polospieler. Er gehört zu den besten Spielern der Welt und spielt für gewöhnlich auf der Position 4.

## Leben
Bartolomé Castagnola fing an, ernsthaft Polo zu spielen, als er mit 14 Jahren Unterricht in der La Martina-Poloschule nahm und dort Adolfo Cambiaso kennenlernte. 1988 fing er an im Ausland zu spielen und gewann die San Diego Open zusammen mit Marcelo Caset. Seitdem hat er den Sotogrande Gold Cup, die US Open, den USPA Gold Cup, den Queens Cup und die Hurlingham Open gewonnen, neben unzähligen anderen Turnieren.
Bis einschließlich 2007 nahm er 14 mal an den Argentine Open teil, gewann sechsmal und erreichte das Finale weitere dreimal.
Er spielte für Teams wie La Martina, Ellerstina, Outback und Dubai und ist auf Turnieren in Argentinien, Spanien, Dubai, England und Australien zu sehen. Zusammen mit Adolfo Cambiaso gründete er das La Dolfina Polo Team.
Castagnola ist mit Camila Cambiaso, der Schwester von Adolfo, verheiratet und hat drei Söhne (Bartolito, Camilo, Benicio). Neben seiner Tätigkeit als Polospieler züchtet er auch Pferde.